# Hongtang, Fujian
Hongtang är en köping i sydöstra Kina. Den ligger i stadsdistriktet Tong'an i staden Xiamen i provinsen Fujian, omkring 190 kilometer sydväst om provinshuvudstaden Fuzhou. Antalet invånare är 35 854. Befolkningen består av 17 257 kvinnor och 18 597 män. Barn under 15 år utgör 14,0 %, vuxna 15-64 år 77 %, och äldre över 65 år 7,0 %.